# Кроази
Кроази (фр. Croisy) насеље је и општина у централној Француској у региону Центар (регион), у департману Шер која припада префектури Сент Аман Монрон.
По подацима из 2011. године у општини је живело 157 становника, а густина насељености је износила 12,11 становника/km². Општина се простире на површини од 12,96 km². Налази се на средњој надморској висини од 270 метара (максималној 270 m, а минималној 194 m).

## Демографија
| 1962. | 1968. | 1975. | 1982. | 1990. | 1999. | 2011. |
| ----- | ----- | ----- | ----- | ----- | ----- | ----- |
| 191   | 206   | 180   | 149   | 107   | 130   | 157   |

График промене броја становника у току последњих година